# Tinospora neocaledonica
Tinospora neocaledonica är en tvåhjärtbladig växtart som beskrevs av L.L. Forman. Tinospora neocaledonica ingår i släktet Tinospora och familjen Menispermaceae. Inga underarter finns listade i Catalogue of Life.